# Koxinga
Koxinga ou Coxinga é o nome ocidental de Zheng Chenggong (1624 - 1662), que foi um líder militar no final da dinastia chinesa Ming. Ele foi o militar que lutou contra os holandeses pela posse de Taiwan em 1662.

## Biografia

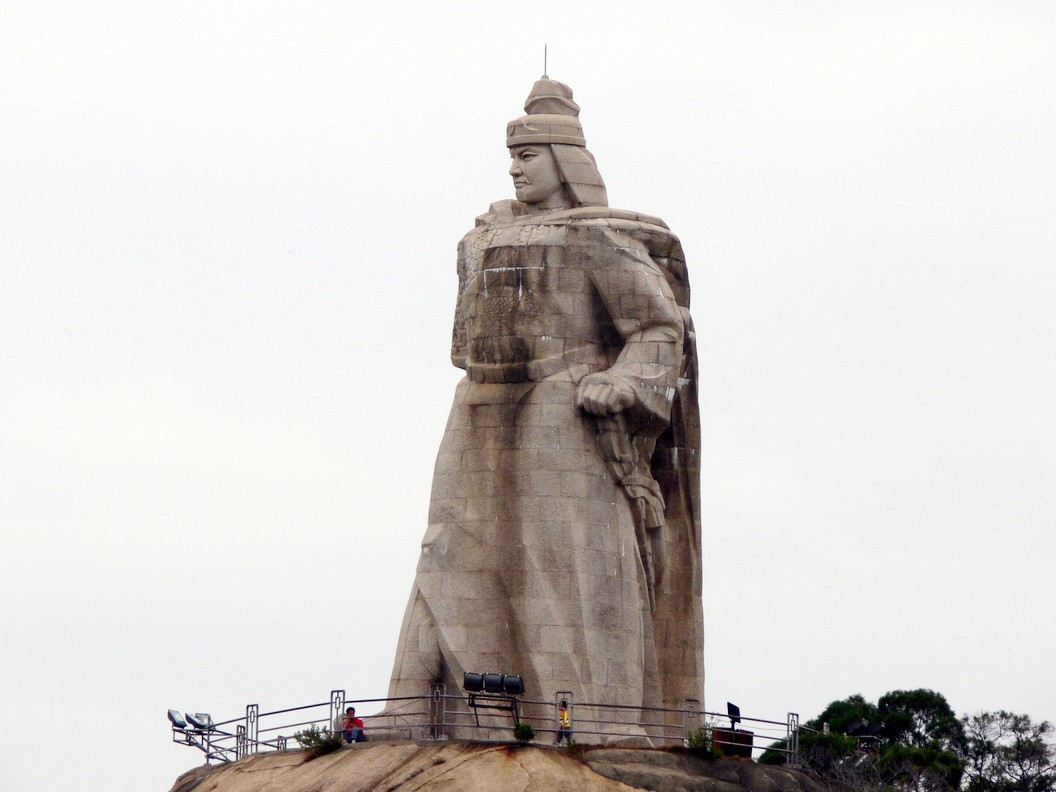
Estátua de Koxinga, perto de Xiamen.

Koxinga nasceu em 1624, em Hirado, Província de Nagasaki, no Japão. Aos sete anos de idade, mudou-se para Quanzhou, na Província de Fujian, na China. A 1 de Fevereiro de 1662, o governador holandês de Taiwan, rendeu-se para Koxinga. Esse fato terminou com 38 anos de dominação holandesa na região.
Ele tem sido considerado um herói nacional na China por ter expulso os holandeses de Taiwan e restabelecido o controle chinês na região.